# Agnac
Agnac ist eine französische Gemeinde mit 476 Einwohnern (Stand 1. Januar 2022) im Département Lot-et-Garonne in der Region Nouvelle-Aquitaine (bis 2016 Aquitanien). Sie gehört zum Arrondissement Marmande und zum Kanton Le Val du Dropt. Die Bewohner werden Agnacois genannt.

## Geographie
Agnac liegt an der Route départementale 933 im Norden des Départements Lot-et-Garonne und grenzt an das Département Dordogne. Die Gemeinde ist stark landwirtschaftlich genutzt und besteht zu etwa einem Drittel aus Flachland sowie zwei Dritteln aus Hügellandschaft. An der nördlichen und westlichen Gemeindegrenze verläuft der Fluss Dropt.
Agnac grenzt an fünf andere Gemeinden, wovon eine im Département Dordogne liegt.
|                      | Eymet (Dordogne)                            |               |
| La Sauvetat-du-Dropt | Kompassrose, die auf Nachbargemeinden zeigt | Bourgougnague |
| Roumagne             | Saint-Pardoux-Isaac                         |               |

## Toponymie
Für die Herkunft des Namens Agnac existieren drei Theorien:
- Agnac stammt vom lateinischen agni aqua (deutsch Wasser des Lamms)
- Agnac stammt von einem gallorömischen Grundbesitzer, Annius
- Agnac stammt vom vedischen Gott Agni, welcher die Feuerform des Göttlichen darstellt

## Geschichte
Die Gemeinde Agnac wurde durch den Zusammenschluss von zwei Pfarrgemeinden gegründet, welcher noch vor dem Konkordat von 1801 unterzeichnet wurde: Agnac (Bistum Périgueux) und Iffour (Bistum Agen).
In Agnac wurde der Bahnhof von La Sauvetat-du-Dropt gebaut, welcher zwischen 1886 und 1953 durch täglich drei Züge in die Richtungen Bordeaux, Marmande und Bergerac rege in Betrieb war. Im 1943 erschienenen Roman Les Impudents berichtet die Autorin Marguerite Duras von dem vergangenen Bahnbetrieb in der Region.

## Bevölkerungsentwicklung
| Jahr      | 1962 | 1968 | 1975 | 1982 | 1990 | 1999 | 2011 | 2018 |
| Einwohner | 372  | 367  | 408  | 381  | 388  | 589  | 452  | 426  |

Quellen: Cassini und INSEE

## Sehenswürdigkeiten
- Herrenhaus von Bout du Pont, dessen Taubenschlag aus dem 16. Jahrhundert seit 1953 als historisches Monument gilt
- Schlösser von Costy, Cauze, Bayle, Lablunie, Péchalbet und Pepelat
- Mittelalterliche Brücke über den Dropt, welche aus 11 romanischen und 12 gotischen Bögen besteht, seit 1992 historisches Monument
- Romanische Kirche Saint-Sernin (auch: Saint-Saturnin) mit dreieckigem Glockenturm
- Kirche von Iffour mit Torbogen aus 13. Jahrhundert und einer Wandvertäfelung aus dem 18. Jahrhundert

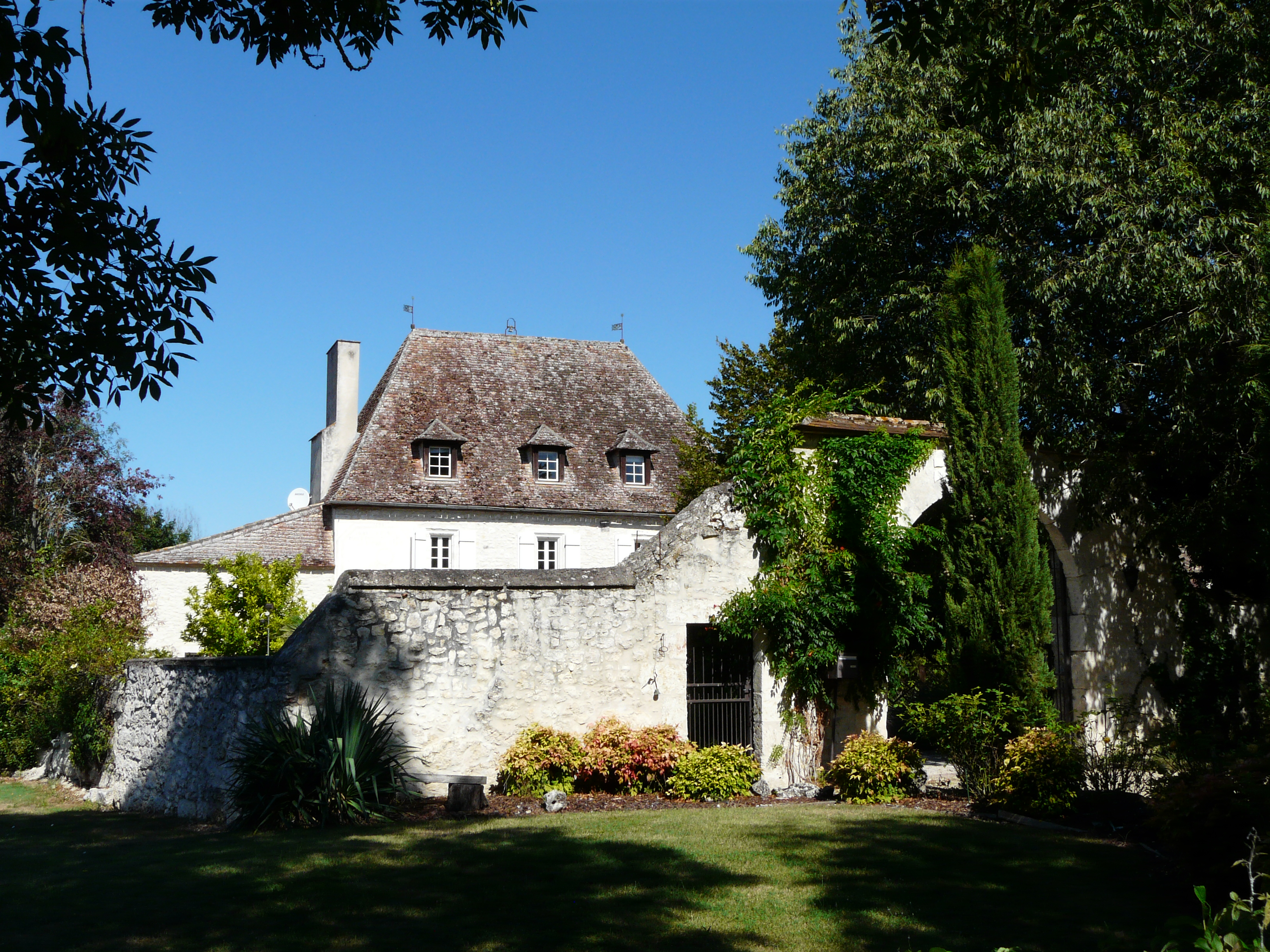
Das Herrenhaus von Bout du Pont
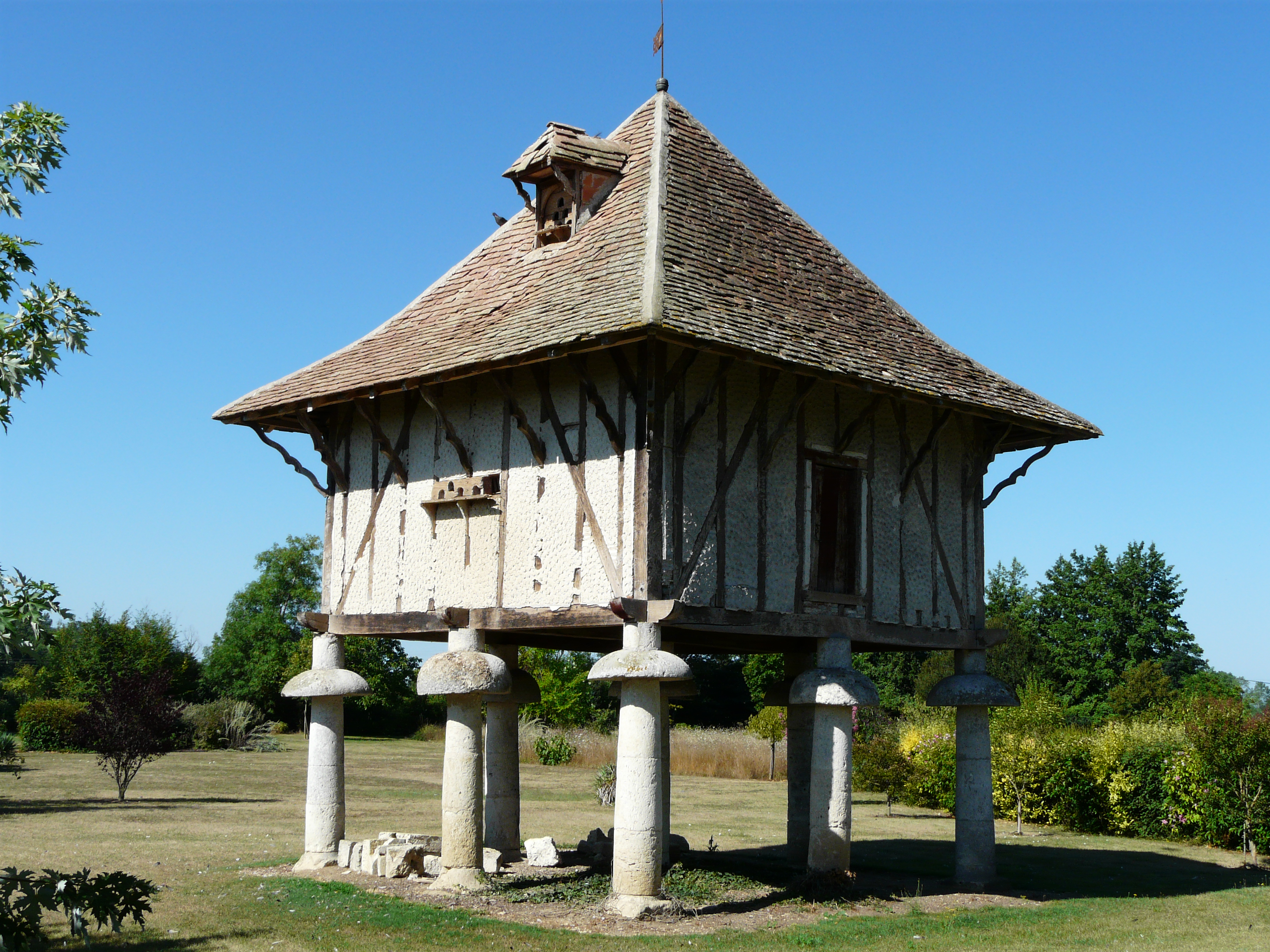
Dazugehöriger Vogelschlag
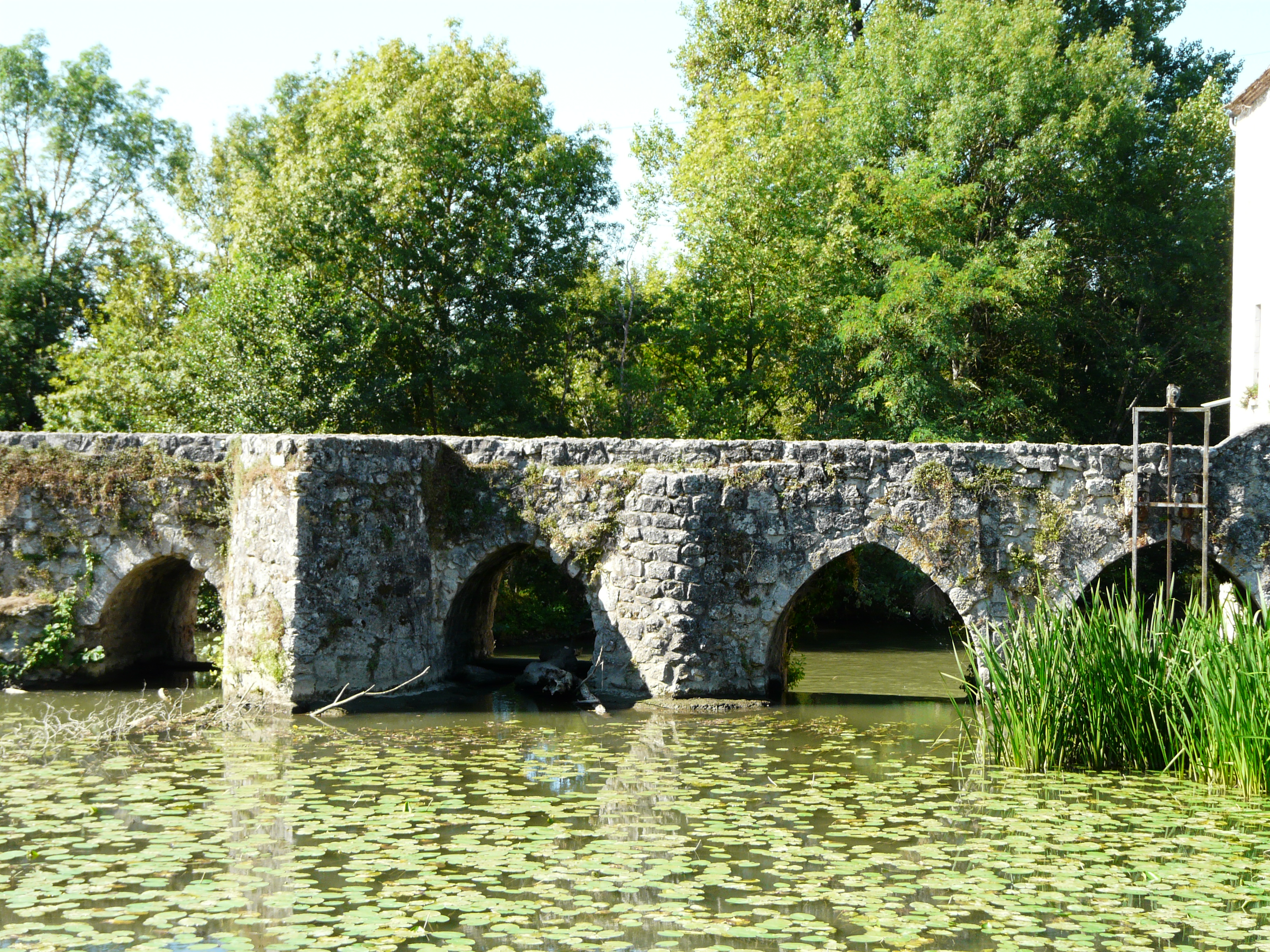
Alte Brücke über den Dropt nach La Sauvetat-du-Dropt

## Persönlichkeiten
- Jean Laffitte (1910–2004), Autor, geboren und gestorben in Agnac
- Pascal Béraud (* 1964), Rugbyspieler, geboren in Agnac